# Aaron Pike
Aaron Pike (* 4. Mai 1986 in Park Rapids, Minnesota) ist ein US-amerikanischer Para-Sportler, der an Rollstuhlrennen, Biathlon und Skilanglauf teilnimmt.

## Leben
Aaron Pike stammt aus Park Rapids, Minnesota. Sein Vater diente beim Militär, und infolgedessen wuchs Pike in vier verschiedenen US-Bundesstaaten auf und verbrachte auch einige Zeit in Deutschland. Er studierte am Ramstein-Gymnasium in Kaiserslautern, Deutschland. Im Alter von 13 Jahren wurde er versehentlich bei einem Jagdunfall angeschossen, wodurch sein Rückenmark beschädigt wurde. Er studierte Soziologie an der University of Illinois Urbana-Champaign und lebt heute in Champaign, Illinois. Pike lebt in einer Beziehung mit Para-Sportlerin Oksana Masters.

## Karriere

### Rollstuhlrennsport
Pike begann mit Rollstuhlrennen im Jahr 2006 an der University of Illinois. Er nahm auch am Rollstuhlbasketball teil. An den Sommer-Paralympics nahm er 2012, 2016 und 2020 teil. In der Startklasse T 54 nahm er an verschiedenen Rollstuhl-Wettbewerben teil. Er startete über 800 Meter, 1500 Meter, 5000 Meter, in der 4-mal-400-Meter-Staffel und im Marathon. Eine Medaille zu gewinnen gelang ihm jedoch nicht.
Pike war bei zahlreichen Rollstuhl-Marathon-Rennen am Start und belegte dabei vordere Plätze. 2022 wurde er beim Chicago Marathon Dritter und beim Boston-Marathon Zweiter.

### Wintersport
Aaron Pike hat an den Winter-Paralympics 2014, 2018 und 2022 teilgenommen. Er begann 2012 mit dem Skifahren, zunächst um eine Pause vom Rollstuhlrennen einzulegen. 2013 trat er dem US-amerikanischen paralympischen Nordischen Ski-Nationalteam bei. Er tritt jetzt im Biathlon und Langlauf an.
Seine erste Nordische Para-Skiweltmeisterschaft, an der er teilnahm, fand 2015 in Cable, Wisconsin, USA, teil. 2017 bei den Weltmeisterschaften in Finsterau, Deutschland wurde er Vierter beim 15-km-Biathlon-Rennen. Bei den Weltmeisterschaften 2019 in Prince George (British Columbia) gewann er seine erste Medaille, er wurde Dritter im Biathlon-Sprint. Bei den Weltmeisterschaften 2021 in Lillehammer wurde Pike Zweiter im Biathlon über 12,5 km. Über diese Distanz holte er seinen ersten Weltmeistertitel holte er bei den Weltmeisterschaften 2023. Silber gewann er im 7,5-km-Biathlon-Sprint und über 10 km.
Bei den Winter-Paralympics 2018 in Pyeongchang nahm er an den 7,5-km-, 12,5-km- und 15-km-Biathlon-Veranstaltungen und am 1,1-km-Langlauf-Sprint teil. Beim 15-km-Biathlon wurde Sechster im Gesamtklassement. Bei den Winter-Paralympics 2022 belegte er den achten Platz beim Biathlon-Sprint über 6 km, den neunten Platz über 12,5 km und den 15. Platz über 10 km.